# Merionoeda dulcis
Merionoeda dulcis là một loài bọ cánh cứng trong họ Cerambycidae.